# Епархия Барры
Епархия Барры (лат. Dioecesis Barrensis) — епархия Римско-Католической церкви c центром в городе Барра, Бразилия. Епархия Барры входит в митрополию Фейра-ди-Сантаны. Кафедральным собором епархии Барры является собор святого Франциска Ассизского.

## История
20 октября 1913 года Святой Престол Лев XIII учредил епархию Барры, выделив её из архиепархии Сан-Салвадора-да-Баия. В этот же день епархия Барры вошла в митрополию Сан-Салвадора-да-Баия.
В следующие годы епархия Барры передала часть своей территории для возведения новых церковных структур:
- 14 ноября 1959 года — епархии Руй-Барбозы;
- 22 июля 1962 года — епархиям Бон-Жезус-да-Лапы и Жуазейру;
- 28 апреля 1979 года — епархии Иресе;
- 21 мая 1979 года — епархии Баррейраса.

16 января 2002 года епархия Барры вошла в митрополию Фейра-ди-Сантаны.

## Ординарии епархии
- епископ Аугусту Алвару да Силва (25.06.1915 — 17.12.1924) — назначен архиепископом Сан-Салвадора-да-Баия;
- епископ Adalberto Accioli Sobral (22.04.1927 — 13.01.1934) — назначен епископом Пескейры;
- епископ Rodolfo das Mercés de Oliveira Pena (8.06.1935 — 3.01.1942) — назначен епископом Валенсы;
- епископ João Batista Muniz (24.08.1942 — 9.12.1966);
- епископ Tiago Gerardo Cloin (9.12.1966 — 24.10.1975);
- епископ Orlando Octacílio Dotti (1.04.1976 — 30.05.1983) — назначен вспомогательным епископом Вакарии;
- епископ Itamar Navildo Vian (29.12.1983 — 22.02.1995) — назначен епископом Фейры-ди-Сантаны;
- епископ Luís Flávio Cappio (16.04.1997 — по настоящее время).

## Источник
- Annuario Pontificio, Ватикан, 2007